# ۶۳۵ (خورشیدی)
۶۳۵ ششصد و سی و پنجمین سال هجری خورشیدی است.